# Mikkel Kirkeskov
Mikkel Kirkeskov (født 5. september 1991) er en dansk fodboldspiller, der spiller for den polskeklub Zaglebie Lubin. Han spiller venstre back.

## Karriere
Han kom til AGF fra VRI i 2005, og spiller venstre back. Han er blevet rykket op i A-truppen i AGF i foråret 2009, hvor han hele efteråret 2010 var andenvalget efter Adam Eckersley. I forårssæsonen 2011 var Eckersley indledningsvis skadet, hvilket Kirkeskov udnyttede til spille sig ind, så han også blev foretrukket på backpladsen, efter at Eckersley var spilleklar igen.
I 2014 solgte AGF Kirkeskov til OB.

### Aalesunds FK
Den 8. januar 2016 blev det offentliggjort, at Mikkel Kirkeskov skiftede til norske Aalesunds FK. Han nåede at spille 57 kampe for klubben og score 2 mål.

### Piast Gliwice
I januar 2018 blev Kirkeskov lejet ud til polske Piast Gliwice, og et halvt år senere udnyttede klubben en købsoption til at skrive kontrakt med ham.

## Holstein Kiel
D. 1. januar skiftede han på en fri transfer til Holstein Kiel efter hans kontrakt med Piast Gliwice udløb. 

## International karriere
Han blev i maj 2012 udtaget til U/21-landsholdet.
Landstræner Morten Olsen udtog i januar 2013 Kirkeskov til en venskabskamp imod Makedonien.

## Titler og hæder

### Klub
Piast Gliwice
- Polsk Liga:
  - Vinder: 2018//19.